# 吉田忠三郎
吉田 忠三郎（よしだ ちゅうざぶろう、1917年（大正6年）8月14日 - 1994年（平成6年）8月18日）は、日本の労働運動家、政治家。参議院議員（3期）。号は鶴峰。

## 経歴
北海道爾志郡熊石村（熊石町を経て現二海郡八雲町）出身。札幌高等法律経済専門学校を卒業した。鉄道省に入省し鉄道官補となる。札幌市議会議員、国鉄労働組合北海道本部委員長、同中央本部委員長を務めた。
1962年（昭和37年）7月の第6回参議院議員通常選挙に北海道地方区から日本社会党公認で出馬して当選。第8回、第10回通常選挙でも当選し、参議院議員を連続3期務めた。この間、参議院社会労働委員長、同交通安全対策特別委員長、北海道開発審議会委員、日本社会党政審副会長、同選挙対策副委員長、同参議院副会長、同政審委員長、同国会対策委員長、同財務副委員長、日ソ議員連盟副会長などを務めた。1980年（昭和55年）6月の第12回通常選挙には出馬せず引退した。
その他、北海道商工連協同組合理事長を務めた。

## 栄典
- 1987年 - 勲二等旭日重光章[7]。
- 1994年 - 正四位[8]